# ペドロ・ギリェルミ・アブレウ・ドス・サントス
ペドロ（Pedro）ことペドロ・ギリェルミ・アブレウ・ドス・サントス（ポルトガル語: Pedro Guilherme Abreu dos Santos、1997年6月20日 - ）は、ブラジルのサッカー選手。カンピオナート・ブラジレイロ・セリエA・フラメンゴ所属。ブラジル代表。ポジションはFW。

## 来歴

### クラブ

#### 初期
リオデジャネイロ生まれ。8歳でフラメンゴの下部組織に入団するも14歳で放出された。その後2年間をドゥケカシエンセで過ごし、フラメンゴのライバルであるフルミネンセの下部組織に入団。

#### フルミネンセ
2016年3月10日のプリメイラ・リーガ・クリシューマ戦でスターティングメンバーに名を連ねプロデビュー。6月26日にはリシャルリソンに代わって出場しカンピオナート・ブラジレイロ・セリエA初出場、この時の相手はフラメンゴであった。
2017年1月24日のプリメイラ・リーガ・クリシューマ戦ではプロ初得点を記録。カンピオナート・カリオカでも2得点を記録し準優勝に貢献した。9月21日にはコパ・スダメリカーナ2017のLDUキト戦で貴重なアウェイゴールを記録した。
2018年にはカンピオナート・カリオカでレギュラーを掴み、13試合で7得点。3月25日にはタッサ・リオで開幕点をあげて優勝に貢献した。同年夏にはボルドーから850万ユーロのオファー、モンテレイからは1500万ユーロのオファーを受けたもののフルミネンセはこれを拒否した。

#### フィオレンティーナ
2019年9月2日にフィオレンティーナに移籍することが発表された。

#### フラメンゴ
2020年1月23日、フラメンゴにレンタル移籍することが発表された。12月9日に完全移籍となった。

### 代表
2018年8月、チッチ監督からブラジルA代表に招集されたものの怪我のため辞退、リシャルリソンが代わりに招集された。
2020年11月13日、2022 FIFAワールドカップ・南米予選のベネズエラ戦で代表初出場。
2022年11月7日、2022 FIFAワールドカップに向けたメンバーの1人に選ばれた。

## 代表歴

### 出場大会
- ブラジル代表
  - 2022 FIFAワールドカップ

### 試合数
- 国際Aマッチ 6試合 1得点（2020年-）[14]

| ブラジル代表 | 国際Aマッチ | 国際Aマッチ |
| 年           | 出場        | 得点        |
| ------------ | ----------- | ----------- |
| 2020         | 1           | 0           |
| 2021         | 0           | 0           |
| 2022         | 3           | 1           |
| 2023         | 2           | 0           |
| 通算         | 6           | 1           |

## タイトル

### クラブ
フルミネンセ
- プリメイラ・リーガ: 2016

フラメンゴ
- コパ・リベルタドーレス: 2022
- レコパ・スダメリカーナ: 2020
- カンピオナート・ブラジレイロ・セリエA: 2020
- コパ・ド・ブラジル: 2022
- スーペルコパ・ド・ブラジル: 2020, 2021
- カンピオナート・カリオカ: 2020, 2021

### 代表
- トゥーロン国際大会: 2019

### 個人
- カンピオナート・カリオカ得点王: 2018
- コパ・リベルタドーレス得点王: 2022
- コパ・ド・ブラジル得点王: 2023